# Bienservida
Bienservida – gmina w Hiszpanii, w prowincji Albacete, w Kastylii-La Mancha, o powierzchni 90,73 km². W 2011 roku gmina liczyła 712 mieszkańców.